# Balligeri, Athni
Balligeri là một làng thuộc tehsil Athni, huyện Belgaum, bang Karnataka, Ấn Độ.